# Los Cuadernos de Hack x Crack
Los Cuadernos de Hack x Crack va ser una revista catalana d'àmbit estatal especialitzada en seguretat informàtica i publicada per l'editorial Editotrans S.L.
Va ser fundada el 2002 sota el nom de Los Cuadernos de Hack x Crack i va rebre un canvi de nom mesos més tard, amb l'objectiu d'obtenir un enfocament més comercial, pel que va passar a ser coneguda com a PC Paso a Paso. La major part dels continguts consistien en tutorials pràctics sobre hacking i programació, amb la possibilitat de pràcticar els aprenentatges assolits en un servidor que la mateixa revista proporcionava. La revista estava dotada d'uns fòrums oficials on, gràcies a la participació dels lectors, va sorgir una comunitat i uns continguts que rivalitzaven amb els de la pròpia publicació. A més a més, van aparèixer diversos canals de comunicació extraoficials, com canals de xat IRC a la xarxa Freenode freqüentats pels lectors de la revista. La revista va començar amb una tirada inicial de 25.000 exemplars mensuals, i en la seva última etapa va arribar fins a 36.000 exemplars, amb una periodicitat bimestral.

## Tancament
L'agost del 2005, després de tres anys d'activitat i degut a raons econòmiques, va ser publicat l'últim exemplar de la revista, el número 30. Mesos després, tota la col·lecció original de revistes va ser alliberada a Internet de forma totalment gratuïta, tot i que algunes característiques, com els servidors necessaris per completar alguns tutorials, van quedar inutilitzats. Els fòrums oficials van funcionar durant més temps, però finalment també van ser tancats, i part de la comunitat d'usuaris original va migrar cap a altres fòrums sobre seguretat informàtica.